# Chögyam Trungpa
Chögyam Trungpa (Kham, 28 febbraio 1939 – Halifax, 4 aprile 1987) è stato un filosofo e maestro di meditazione tibetano.
È stato maestro di meditazione buddista sia della scuola Kagyu che della scuola Nyngma. È stato anche sommo abate del Monastero di Surmang, poeta ed artista. Si impegnò attivamente nell'introduzione del Buddismo in Occidente e nella presentazione della nuova visione di Shambhala. Il nome di Trungpa nel contesto Shambhala è Dorje Dradül di Mukpo, termine tibetano che significa “guerriero indistruttibile” a cui si aggiunge il nome del clan di appartenenza, Mukpo.

## Biografia

### Primi anni
Chögyam Trungpa nacque nel marzo del 1939 nella regione del Kham, in Tibet. A soli tredici mesi fu riconosciuto come l’undicesimo dei Trungpa tulku, importanti figure del lignaggio Kagyu, una delle quattro principali scuole del buddismo tibetano. Suoi tre principali insegnanti furono Dilgo Khyentse Rimpoche, Khenpo Gangshar e Jamgon Kongtrul di Sechen, al quale Trungpa fu in particolar modo legato. Fu istruito secondo la tradizione Kagyu, dopodiché ricevette il grado di khenpo assieme a Thrangu Rinpoche, al quale sarebbe rimasto molto vicino anche negli anni successivi. Chögyam Trungpa fu poi istruito anche nella tradizione Nyingma, la più antica delle quattro scuole. Introdotto agli insegnamenti di due differenti scuole, aderì così al ri-mé, un movimento che aspirava ad unire e rendere disponibili i preziosi insegnamenti delle diverse scuole al di là della rivalità presente tra di esse.

### Fuga dal Tibet
Nel 1958 l'occupazione del Tibet da parte delle truppe della Repubblica Popolare Cinese raggiunse anche il monastero di Surmang, di cui Trungpa era sommo abate. Trungpa, indeciso sul da farsi, considerò la possibilità di lasciare il paese, in modo da portare in salvo i preziosi insegnamenti che gli erano stati tramandati. Nel frattempo trovò rifugio in una vallata nascosta, dove rimase finché, dato che la situazione non sembrava migliorare, non prese la decisione definitiva di lasciare il Tibet.
Appena quindicenne, Trungpa partì quindi per un viaggio che, se inizialmente aveva dovuto solo la fuga sua e di pochi altri monaci, si trasformò ben presto nella disperata fuga di più di trecento persone tra cui anziani, donne e bambini. Costretti a scegliere vie nascoste tra le montagne, a muoversi di notte e a lasciare indietro i propri animali per non incorrere nelle pattuglie cinesi, dopo tre mesi raggiunsero il fiume Brahmaputra. Lì Trungpa, i suoi monaci e circa settanta rifugiati attraversarono il fiume sotto il fuoco cinese, poi proseguirono il viaggio attraverso l’Himalaya, arrivando addirittura a dover mangiare le proprie borse di pelle per riuscire a sopravvivere e raggiungere la salvezza.
In gennaio del 1960, il gruppo raggiunse l’India, dopo un viaggio di circa nove mesi.

### Primi insegnamenti in Occidente
Durante il suo esilio in India, Trungpa cominciò lo studio dell’inglese e fondò la Young Lamas Home School, in collaborazione con Freda Bedi, che aveva dato inizio al progetto, e ad Akong Tulku, che era stato suo compagno nella fuga dal Tibet. Trungpa fu poi nominato dal Dalai Lama, che a sua volta aveva trovato rifugio in India, capo spirituale della scuola, mentre Akong ne fu nominato amministratore. Nel 1963, Rinpoche ottenne una borsa per trascorrere un periodo a Oxford. Al St. Antony's gli fu concessa la "membership of Common Room", una sorta di "amico del college" non accademico, e partì per l’Inghilterra.
Nel 1967, in occasione della partenza del monaco theravada Anandabodhi, Trungpa e Akong Tulku Rinpoche furono invitati in Scozia per farsi carico di un centro di meditazione, quello che poi sarebbe diventato Samye Ling, il primo monastero di buddismo tibetano in occidente. Tra gli allievi di Trungpa c’era anche il futuro attore e musicista David Bowie. Nel 1970, Trungpa si recò invece negli Stati Uniti su invito di numerosi studenti americani. Con lui anche la sedicenne Diana, con cui si sposò il 4 gennaio di quello stesso anno.
Poco dopo il suo trasferimento dalla Scozia, vari avvenimenti, tra cui un incidente d’auto che lo lasciò parzialmente paralizzato al lato sinistro del corpo, lo convinsero che la strada da percorrere era quella di rinunciare ai suoi voti monastici per dedicarsi principalmente a lavorare come insegnante laico. Dichiarò di aver preso tale decisione per evitare che i suoi studenti fossero distratti dal fatto che provenisse da un’altra cultura o che indossasse abiti particolari, e per smorzare i loro preconcetti su come un guru dovesse essere. Gran parte dei suoi comportamenti furono interpretati come volutamente provocatori e scatenarono numerose polemiche. Da un lato beveva, fumava, e dormiva con gli studenti, e spesso li faceva aspettare per ore prima di dare gli insegnamenti. Dall’altro, incoraggiava gli studenti, gran parte dei quali erano completamente immersi nella cultura hippie dell’epoca, a smettere di fumare marijuana. Sosteneva che il fumo non li avrebbe aiutati nel loro cammino spirituale e che li avrebbe resi semplicemente nervosi. Spesso gli studenti erano al tempo stesso innervositi e intimiditi da lui, ma molti gli rimasero totalmente leali e devoti.
Dopo essersi trasferito negli Stati Uniti, Trungpa si mosse per tutto il Nord America, diventando famoso per la sua abilità nel presentare l’essenza dei più alti insegnamenti buddisti in modo facilmente comprensibile agli studenti occidentali. Durante questo periodo condusse tredici seminari Vajradhatu, tre mesi di meditazione intensiva durante i quali presentava una vasta gamma di insegnamenti buddisti. I seminari servivano anche come addestramento per gli studenti che avrebbero voluto diventare loro stessi insegnanti.

### Introduzione del Vajrayana
Secondo Khenpo Tsultrim Gyamtso, Trungpa Rinpoche fu uno dei principali maestri che introdussero la pratica Vajrayana in Occidente. In contrasto con il tradizionale metodo d’insegnamento tibetano, per cui queste pratiche venivano insegnate solo al sangha monastico, Trungpa presentò gli insegnamenti anche al sangha laico. Questa sua innovazione venne incontro a numerose critiche.

### I centri di meditazione e l'università di Naropa
Trungpa fondò più di cento centri di meditazione nel mondo. Questi centri, inizialmente conosciuti come “Dharmadhatu”, sono oggi più di 150 e sono conosciuti come “centri di meditazione Shambhala”. Ha anche fondato centri di ritiro per pratiche di meditazione intensiva, tra cui il centro di Shambhala Mountain a Red Feather Lakes, in Colorado, e Karme Choling a Barnet, nel Vermont.
Nel 1974, Trungpa fondò anche l'istituto di Naropa a Boulder, che più tardi divenne la prima università buddista del Nord America. Trungpa assunse Allen Ginsberg come insegnante di poesia e William Burroughs come insegnante di letteratura. Anche Anne Waldman e Diane di Prima insegnarono all'università di Naropa, e nel 1980 Marianne Faithfull vi tenne dei corsi di composizione di canzoni. Oltre ad essi, Trungpa fu insegnante anche di altri allievi degni di nota, tra cui Pema Chödrön, Allen Ginsberg, Peter Orlovsky, Peter Lieberson, José Argüelles, David Nichtern, Ken Wilber, David Deida, Francisco Varela e Joni Mitchell, che raccontò di Trungpa nella canzone Refuge of the Roads nel suo album del 1976 "Hejira".

### La visione di Shambhala
Nel 1976, Trungpa cominciò a dare una serie di insegnamenti laici ispirati alla sua visione del leggendario regno di Shambhala e presentati nella sequenza di corsi dello Shambhala Training. Trungpa aveva cominciato a scrivere di Shambhala già prima della sua fuga dal Tibet verso l'India del 1959, ma gran parte degli scritti erano andati perduti durante il viaggio. Secondo la sua visione non solo ottenere l'illuminazione sarebbe possibile per un individuo, ma addirittura il regno di Shambhala, ossia una società illuminata, sarebbe un obbiettivo di fatto raggiungibile attraverso la meditazione. Essa sarebbe infatti un modo per acquistare consapevolezza e presenza mentale e per connettersi con la propria bontà fondamentale.
Gli insegnamenti necessari per raggiungere una società illuminata si sono preservati nei secoli e gli eredi del lignaggio di maestri portatori di tali insegnamenti sono chiamati sakyong, che in tibetano significa "protettore della terra". Trungpa fu quindi il primo sakyong dell'epoca moderna, oltre che portatore del titolo di "Rinpoche", che in tibetano significa "prezioso" e si addice ad un maestro particolarmente profondo e capace.

### Lavoro con altre discipline
Fin dai suoi primi anni negli Stati Uniti, Trungpa incoraggiò i suoi studenti a svolgere le proprie attività quotidiane seguendo un approccio contemplativo. Introdusse quindi ai suoi studenti alcune attività alle quali applicare l'approccio meditativo appreso: kyūdō (la tradizionale Via dell'Arco giapponese), calligrafia, kadō (la tradizionale Via dei Fiori giapponese, arte della disposizione dei fiori recisi), Sadō (la cerimonia del tè), danza, teatro, film, poesia, assistenza sanitaria, psicoterapia. Il suo obbiettivo era quello di portare l'arte nella vita di tutti i giorni; con questo scopo fondò anche, nel 1974, la Nalanda Foundation.

### Morte
Trungpa visitò la Nuova Scozia nel 1977 per la prima volta. Ne 1983 a Cape Breton stabilì Gampo Abbey, un monastero Kagyü. Per tutto l'anno seguente rimase in ritiro a Mill Village e nel 1986 si spostò ad Halifax. Da allora le sue condizioni di salute peggiorarono a causa delle conseguenze dell'incidente d'auto avvenuto in gioventù e di anni di pesante uso d'alcol. Il 28 settembre 1986 ebbe un arresto cardiaco dopo il quale le sue condizioni peggiorarono ulteriormente, richiedendo cure all'ospedale e successivamente a casa. Infine fu nuovamente ricoverato in ospedale, dove morì il 4 aprile 1987.
Si dice che dopo la morte sia rimasto per cinque giorni nello stato di samādhi: il suo corpo sarebbe quindi rimasto in ottime condizioni per la durata di questi cinque giorni e il suo cuore sarebbe rimasto caldo. Il suo corpo fu portato a Karmê Chöling, dove fu cremato. Molti testimoniano che, dopo la sua cremazione nel maggio del 1987, si siano verificati strani fenomeni atmosferici, tra cui l'apparizione in cielo di un arcobaleno e di una nuvola a forma di Ashe. Tali simboli sono tradizionalmente segno dell'illuminazione.

### Continuazione del lignaggio Shambhala
Dopo la morte di Trungpa, al suo posto guidarono il Vajradhatu dapprima Ösel Tendzin e successivamente il primogenito di Trungpa ed erede di Shambhala, Sakyong Mipham Rinpoche.